# Ketty fra Varieteen
Ketty fra Varieteen er en amerikansk stumfilm fra 1919 af Robert Z. Leonard.

## Medvirkende
- Mae Murray som Mary McGuire
- Richard Cummings som Uncle Barney
- Harry Rattenbury som Pat McGuire
- Edward Jobson som Michael Calhoun
- Rudolph Valentino som Jimmy Calhoun